# Córtex adrenal
Córtex adrenal ou córtex da supra-renal é a região mais externa das glândulas supra-renais, onde são produzidos os mineralocorticoides e os glicocorticoides, nomeadamente a aldosterona e o cortisol, respetivamente. É ainda local de produção secundária de androgênios. 

## Divisão Anatômica
O córtex adrenal compreende três zonas principais, ou camadas que são reguladas por hormônios distintos, conforme observado abaixo. Este  zoneamento anatômico  pode ser apreciado no nível microscópico, onde cada zona pode ser reconhecida e distinguida uma da outra com base nas características estruturais e anatômicas.
- Zona glomerulosa, que é uma camada de células organizadas em espiral localizadas abaixo da cápsula que compõem 15% do córtex sendo responsável pela secreção do hormônio aldosterona sob ação das concentrações de sódio e potássio e de angiotensina II;[2] As células da zona glomerulosa expressam uma enzima aldosterona de sintase específica (também conhecida como CYP11B2).[3] A aldosterona é amplamente responsável pela regulação de longo prazo da pressão arterial. [1] Os efeitos da aldosterona ocorrem no túbulo contorcido distal e no ducto coletor do rim, onde causa aumento da reabsorção de sódio e aumento da excreção de potássio (pelas células principais) e íons de hidrogênio (por células intercaladas do ducto coletor).[1] A retenção de sódio também é uma resposta do cólon distal e das glândulas sudoríparas à estimulação do receptor de aldosterona. Embora a produção sustentada de aldosterona exija a entrada persistente de cálcio por meio de canais de Ca2 + ativados de baixa voltagem, as células isoladas da zona glomerulosa são consideradas não excitáveis, com voltagens de membrana registradas que são hiperpolarizadas demais para permitir a entrada de canais de Ca2 +. [4]
- Zona fasciculada, que é uma camada de células organizadas em colunas localizadas na camada do meio do córtex, compondo 75% dele e secretando glicocorticoides sob ação do hormônio ACTH;[2]
- Zona reticular, que é uma camada de células organizadas aleatoriamente localizadas internamente que compõem 10% do córtex sendo responsável pela secreção de androgênios adrenais sob ação do ACTH e do hormônio estimulante do androgênio cortical.[2]

As glândulas adrenais vão receber irrigação sanguínea de ramos das artérias renais e ramos da aorta; sua irrigação venosa direita se dá pela veia suprarrenal e a esquerda se dá pela veia renal esquerda.

## Síntese dos Esteroides
Todos os esteroides adrenocorticais são sintetizados a partir do colesterol, o qual pode ser derivado de moléculas de acetato (que se transformam em acetil-CoA e depois em colesterol) ou a partir de lipoproteínas de baixa densidade (80% das vezes). As LDLs são captadas pela adrenal por meio de receptores, são internalizadas por endocitose e o colesterol é esterificado e armazenado em vacúolos.
O hormônio ACTH é responsável por aumentar o número de receptores de LDL na célula e por regular a hidrólise dos ésteres de colesterol, promovendo assim uma maior síntese de esteroides adrenocorticais.
Depois de hidrolisado, o colesterol é transportado para a membrana interna da mitocôndria por meio da proteína StAR, iniciando a esteroidogênese. Após o transporte, a cadeia lateral do colesterol é clivada e ele é convertido em pregnenolona.

## Mecanismo de Ação dos Esteroides
Após serem sintetizados e secretados, os hormônios esteroides viajam pela corrente sanguínea ligados a proteínas plasmáticas específicas, como as globulinas ou gerais, como a albumina ou até em forma livre.
Os hormônios esteroides vão interagir com receptores presentes no citoplasma da célula-alvo. Ao se ligarem nos receptores vão formar um complexo hormônio-receptor que vai se dirigir ao DNA da célula e ativar a transcrição de genes específicos para formação de mRNA. Este mRNA vai promover a síntese de proteínas, que serão responsáveis por produzir a resposta final do hormônio.